# Sulzer Hof (Bad Kreuznach)
Der Sulzer Hof, auch Hof zu Selzen (1362), Sultzer Hof (1596) oder Hof zu Sültz (1743) war ein Adelshof der Familien Ansenbruch, Leyen, Gulpen genannt von Heddesheim, Eltz und Ebersberg genannt von Weyhers in der Gemarkung Sulze (1203; später aufgegangen in der Gemarkung von Kreuznach) im Nahetal vor dem Dorf Münster am Stein. Der Name weist auf solehaltige Quellen in diesem Bereich hin. Reste eines Festen Hauses (Niederungsburg) sind im Salinental im Bereich der Saline Theodorshalle neben dem Gebäude Burgweg 2 erhalten.

## Geschichte

### Dorf Sulze
Auf dem Gelände am Sulzer Hof, wo 1742 die Saline Theodorshalle errichtet wurde, hat wahrscheinlich bereits eine römische Siedlung gestanden. Der kurpfälzische Verwaltungsjurist und Landvermesser Peter Immanuel Dahn berichtete, dass in Kreuznach nicht nur an der sogenannten Heidenmauer, den Überresten eines römischen Kastells, sondern auch „bei der Saline Erbauung … Römische Gräbern, Urnen, Geknöche und Münzen“ vorgefunden wurden. „Es ist zu bedauern, daß diese Urnen, aus einem Rechte des Aberglaubens, eines Schätzbegirigen Pöbels, so viel ich weiß alle zertrümmert, und die Münzen an die Kupferschmitten, Gürtler, Juden &c. so schändlich veräußert worden sind, daß sich dermalen nur noch wenig unter hiesigen Einwohnern vorfinden.“
Der Name „Sulze“ (Sulcze) bezeichnete eine dörfliche Siedlung und deutet auf die Nutzung von Salzquellen bereits im Mittelalter hin. Der Ort wird urkundlich erstmals 1203 erwähnt, als Ritter Gernod von Bosenheim (Bosinheim) dem St. Peterskloster bei Kreuznach fünf Hufen (Joche) Weingärten im Belz („Belce“) am Kautzenberg, Güter in Ippesheim sowie Geldrenten zu Sulze und in der Hosterburc (untergegangenes Dorf Osterburg am Römerkastell) stiftete. Die „Sultzer gemarcken“ grenzte im Süden an den Bezirk Münster am Stein der Rheingrafschaft. Zur Siedlung „Sülczen“ gehörte eine Kapelle, nach dem Altar- und Pfründenverzeichnis des Landkapitels (Archipresbyteriats) Münsterappel im Archidiakonat des Mainzer Dompropstes  besaß der „cappellanus in Sülczen“ 1401 eine Pfründe von 12 Schilling Heller. Die Kollatur am „St. Nicolaus-Altar zu Sulzen ußwendig der Stadt“ Kreuznach wurde noch 1529 durch Peter I. von Leyen (* um 1487; † 1551) wahrgenommen. Eine Zuwegung nach Sulzen von Kreuznach aus führte bereits im Mittelalter über einen Uferweg auf der linken Naheseite (heute Priegerpromenade).
Graf Simon III. von Sponheim-Kreuznach erlaubte 1382 der Stadt Kreuznach auf 5 Jahre, zur Begleichung ihrer Schulden pro Malter Salz eine Steuer von 2 Hellern zu erheben. Salz wurde in Kreuznach auf einem speziellen Markt gehandelt, dem Salzmarkt in der Neustadt  (Mannheimer Straße zwischen Metzger- und Gerberviertel), zunächst allerdings wohl nur in geringem Umfang aus örtlicher Produktion. Die Salzwaage befand sich in der Mannheimer Straße 38.
1490 verlieh Kurfürst Philipp von der Pfalz die „saltz- und badbronnen“ zwischen der Ebernburg und Kreuznach seinen Köchen Conrad Brunn und Matthes von Nuwendorff. Die solehaltigen Quellen waren wahrscheinlich 1478 entdeckt bzw. wiederentdeckt worden. Eine längerfristige wirtschaftliche Nutzung kam allerdings zunächst noch nicht zu Stande.
Das eigenständige Dorf Sulze wurde spätestens 1743 mit dem Bau der Saline Theodorshalle als Ortsteil von Kreuznach aufgegeben und damit zur Wüstung.

### Festes Haus „Sulzer Hof“
Der Hof Sulz oder der Seltzer Hof war ein Festes Haus (hus), das im Mittelalter und in der Frühen Neuzeit zu 2⁄3 von der Raugrafschaft zu Altenbamberg und zu 1⁄3 vom Erzstift Mainz lehensrührig war. Die Herren von Ansenbruch (Anselburg bei Neuhemsbach) zu Heddesheim genannt von Sultzen erhielten das Lehen für ihren Dienst als Burgmänner der Raugrafen auf der Altenbaumburg.
Die Raugrafen Georg II. von Stolzenburg († 1349) und sein Bruder Konrad V. (VI.) von Stolzenburg († nach 1340) sicherten ihrem Lehensträger Edelknecht Rudolf von „Ansenbrucg“ d. Ä. 1316 zu, seine Lehen „Sulczen und Hedesheym“ an Rheingraf Syfridde (Siegfried) II. vom Stein (* um 1240; † vor 1327) zu vergeben, falls Rudolf ohne Leibeserben sterben sollte. 1362 gingen die raugräflichen 2⁄3 der Lehnshoheit auf die Grafen von Sponheim über. Der Edelknecht Rudolf von Ansenburg d. J. zu Heddesheim, der das Lehen als Burglehen innehatte, wechselte im Tausch mit Ulrich I. von Layen († 1372) aus dem Dienst von Raugraf Philipp von Stolzenburg († 1377) zu Bolanden und Altenbamberg in den Dienst von Graf Walram von Sponheim-Kreuznach.
Raugraf Wilhelm von Stolzenburg († 1358) stimmte 1354 einer Bewittumung der Frau des Rudolf von Ansenburg auf das Haus Sulzen zu. Rudolf von Ansenburg zeigte 1355 dem Mainzer Erzbischof an, dass er 1⁄3 von Haus Sulz zu Mannlehen besitze, Erzbischof Gerlach von Nassau bewilligte daraufhin, dass Rudolf von Ansenburg, „sein lieber Getreuer“, seine Frau Grede (Kämmerer von Worms genannt Fuchs von Rüdesheim), eine Tochter des Ritters Gieselbrecht Voisses, mit dem 1⁄3 des Hauses Sulcze, das vom Erzbischof zu Lehen rührte, bewidmete. Graf Walram von Sponheim stimmte am 9. Juni 1361 einer weiblichen Erbfolge für die Ansenburger Lehen zu.
- 1369 kam 1⁄3 des Hauses zu Sultzen (husz zu Sulczen) als Kurmainzer Offenhaus in den Lehensbesitz des Ritters Ritter Hartmann I. Beyer von Boppard († um 1378), der Margarete (Grede) von Sultze, die Witwe des Rudolf von Ansenbruch, geheiratet hatte.[25][26]
- 1390 und 1420 war Ulrich II. von Layen († um 1423/25),[27][28] seit 1376 verheiratet mit Anna von Ansenbruch († nach 1406),[29] Stieftochter des Hartmann Bayer und Tochter der Frau Margarete (Grede) von Sultze von ihrem ersten Ehemann Rudolf von Ansenbruch,[26] mit dem mainzischen Drittel belehnt.[30][31]
- 1423/25 erhielt es Gerhard I. von Gülpen genannt von Heddesheim († um 1435),[32] Amtmann in Kastellaun (1417), verheiratet mit Margarethe von Layen, ein Schwiegersohn des Ulrich II. von Layen und der Margarete von Sultze verwitwete Ansenburg,[28] durch Erzbischof Konrad III. von Dhaun.[33][34]

Lehensträger des sponheimischen 2⁄3-Anteils am Sulzer Hof (1437 bzw. 1444 bis 1707 kurpfälzisch-markgräflich badisches Kondominium) wurden:
- 1433 (sponheimisch)
  - Adam von Layen (* um 1410, † um 1464), verheiratet I. seit 1428 mit Elisabeth von Ingelheim (* um 1408; † nach 1452), II. mit NN. von Wachenheim († vor 1455), Sohn des Ulrich II. von Layen und seiner zweiten Frau Justina von Kallenfels (Kall),[37]
- 1438 (vgl. 1423/25 mainzisch)[34]
  - Gerhard II. von Gülpen genannt von Heddesheim († um 1459/60),[38] seit 1439 Amtmann in Kastellaun, verheiratet mit Agnes von Löwenstein zu Randeck, Tochter des verstorbenen Henne von Randecken (d. Ä.),[39] Amtmann (1409, 1413) der Grafschaft Falkenstein, und der Margarete Winter von Alzey; Schwester des Kreuznacher Amtmanns Friedrich von Löwenstein († 1450);[40] Agnes’ Onkel Emerich von Löwenstein genannt Randeck († 1409) war mit Metza (Mechthild) „von Ansinbruch, gen. Sultzen“ verheiratet gewesen,
- 1476 (kurpfälzisch)
  - Philipp von Layen († vor 1499), verheiratet mit Isengard Kranchen von Kirchheim, Sohn des Adam von Leyen und seiner ersten Frau Elisabeth von Ingelheim, wohl auch belehnt für seine Geschwister Justina, Engin (Ännchen), Philipp, Jorgen und Barbeln von Layen,[41]
- 1477 (kurpfälzisch)
  - Jörg (Georg) von Layen (* nach 1452; † nach 1507), zunächst vormundschaftlich vertreten durch seinen Bruder Philipp von Layen,[42] Sohn des Adam von Layen,
- 1481 von der Familie Layen auf Lebenszeit geöffnet für die Schwäger (beide waren Gemeine der Burg Layen):[41]
  - Hans von Gundheim († nach 1489), verheiratet mit Justina von Leyen, einer der Ganerben von Nieder-Saulheim, und
  - Wilhelm von Schwalbach „mit den Schwalben“ († 1483), Kurtrierischer Amtmann zu Boppard, verheiratet mit Anna von Leyen († 1484),[43][44]
sowie für:
  - Hermann von Gebenraith (Gebroth),[45]
- o. D. (um 1510 kurpfälzisch), 1529 erwähnt[8]
  - Peter I. von Leyen (* um 1487; † 1551),[7] Hofmeister des Herzogs von Pfalz-Simmern, 1532, 1539 Amtmann zu Winterburg, 1544 im Gefolge des Pfalzgrafen  Johann II. von Simmern-Sponheim auf dem Reichstag zu Speyer, verheiratet mit Anna von Dienheim, Sohn des Philipp von Layen,
- 1557 (kurpfälzisch), 1560 erneuert,
  - Eberhard I. von Layen († 1572),[46] verheiratet seit 1559 mit Christina von Talheim († zwischen 1576 und 1618), Sohn des Peter I. von Leyen,
- 1558 (badisch)
  - Christoph von Eltz (1501–1594), verheiratet (⚭ 1533) mit Viola von Stein zu Nassau († 1594), und sein Bruder
  - Georg (Jörg) von Eltz (1500–1562), beides Söhne von Johann XI. von Eltz († 1504) und Dorothe von Wolffskeel († 1542), als Nachkommen ihres Urahns (Urgroßvaters) Gerhard II. von Gülpen genannt von Heddesheim; dessen Tochter Sophie von Gülpen genannt von Heddesheim (1433–1501) war in zweiter Ehe (⚭ 1467) verheiratet mit Johann VIII. von Eltz-Rübenach (1420–1508).
- 1573 (kurpfälzisch), 1578, 1583, 1584, 1611 und 1614 erneuert, 1585 (badisch)
  - Johann Meinhard von Layen (* um 1560; † zwischen 1639 und 1651), Nassauisch-saarbrückischer Rat und Oberamtmann in Idstein, verheiratet seit 1593 mit Katharina von Eltz (* 1574; † nach 1600), Tochter des Kaspar von Eltz, und sein Bruder
  - Peter II. von Layen († 1632), Mainzischer Rat, Vizedom und Hofrichter zu Mainz, verheiratet mit Katharina Dorothe von Selbach genannt Quadfasel, beides Söhne von Eberhard I. von Layen, die zunächst noch vormundschaftlich vertreten wurden,[47]
- 1580 (badisch)
  - Kaspar von Eltz (* um 1550; † 1619), rheingräflicher Oberamtmann zum Rheingrafenstein,[48] später kurmainzischer Amtmann von Lahnstein, Vizedom und Großhofmeister,[49] Sohn von Christoph von Eltz, auch als Vormund der Kinder des Eberhard I. von Layen,[47] seit 1593 Schwiegervater des Johann Meinhard von Layen,
- 1611 (kurpfälzisch), 1614 und 1657 erneuert, 1659 (badisch)
  - Emich von Layen (* 1597; † nach 1674), 1632 Oberst in schwedischen Diensten,[50] 1647 hanauischer Gesandter bei Kurmainz, verheiratet I. mit Kunigund Elisabeth Waldbott von Bassenheim († vor 1652), II. vor 1653 mit Elisabeth von Flörsheim († nach 1662), verkaufte mit seiner Frau 1662 das Schloss Neuhemsbach dem königlich spanischen Obristen Jacob de Herbay, als dieser nicht zahlte, an die Grafen von Sayn-Wittgenstein-Homburg;[51] und sein Bruder
  - Philipp Nicolaus von Layen († 1656), kaiserlicher Obrist,[52] verheiratet mit Helene Eleonore von Schwendi, beides Söhne des Peter II. von Layen,
- 1657 (kurpfälzisch), 1682 und 1687 (für die noch Lebenden) erneuert, 1659 (badisch), 1687 erneuert
  - Eberhard II. von Leyen (* um 1600; † 1675), kaiserlicher Obristleutnant[53] und Hauptmann des Ritterkantons Niederrhein; er und seine Frau Maria Elisabeth Vogt von Hunolstein veranlassten 1663 die Errichtung der lutherischen Pfarrei Argenschwang, und seine beiden Brüder
  - Wolff Friedrich von Layen († 1681), Obrist in kurtrierischen und kaiserlichen Diensten,[54] 1652 Gubernator auf Ehrenbreitstein,
  - Krafft Cuno von Layen († 1683), kurmainzischer Obrist, 1649 bis etwa 1655 Festungskommandant auf Königstein, zuletzt Generalfeldmarschall-Leutnant, alle drei Söhne des Johann Meinhard von Layen,
sowie ihre Neffen:
  - Franz Eberhard von Leyen, zunächst vormundschaftlich vertreten durch seinen Onkel Eberhard II. von Leyen, im Duell umgekommen, Sohn des Johann Kaspar von Leyen,[55]
  - (Ignaz) Wilhelm Casimir von Layen († 1695), zunächst vormundschaftlich vertreten durch seine Onkel Emich von Layen und Eberhard II. von Leyen, später Freiherr Ignaz Wilhelm Casimir von Leyen, fürstbischöflich-straßburgischer Amtmann zu Ettenheim, Sohn des Philipp Nikolaus von Layen,
- 1720
  - Freiherr Johann Eberhard von Layen († 1732), kaiserlicher und mainzischer Generalfeldmarschall-Leutnant, Kommandant von Mainz, Sohn des Wolff Friedrich von Layen,
- 1731, 1733 erneuert
  - Freiin Philippine Amelie von Layen (* um 1690/95; † nach 1779),[56] verheiratet mit Ernst Friedrich von Ebersberg genannt von Weyhers, Tochter des Johann Eberhard von Layen,
- 1735
  - Ernst Friedrich von Ebersberg genannt von Weyhers, seit 1733 Freiherr von Weyhers-Layen (1687–1762), kurmainzischer Kämmerer,
- 1764
  - Freiherr Franz Eberhard Christoph von Ebersberg genannt von Weyhers-Layen (* 1721; † nach 1764), Sohn des Ernst Friedrich von Ebersberg genannt von Weyhers-Leyen.

Zu dem befestigten Sulzer Hof gehörten 1596 noch 100 Morgen Äcker, 10 Morgen Wiesen, 179 Morgen Waldung und als Zubehör verschiedene Gerechtigkeiten: Weidgang, Jagd, Fischerei und Überfahrt (Fährgerechtsame; es gab dort noch keine Nahe-Brücke). Die Lehensträger ließen die Ländereien bewirtschaften, 1472 wird Johann von Kastellaun zusammen mit seiner Frau Agnes als „Hofmann zu Sulzen“ erwähnt. Der benachbarte Wald wurde Sulzerwald genannt.
Den Seltzerhof oder Hof zu Sültz brachte Anna Philippina Amalia von Leyen (* um 1690/95; † nach 1745), Tochter des Kaiserlichen General-Feldzeugmeisters Hans Eberhard Freiherr von Leyen († 1732) zu Argenschwang und der Isabella Antonia geb. von Leyen (1664–1701), 1719 in die Ehe mit dem Kurmainzer Kämmerer Ernst Friedrich von Ebersberg genannt von Weyers-Leyen (1687–1762) ein. Freiherr Ernst Friedrich von Ebersberg genannt von Weyhers wurde 1735 von der Kurpfalz als Rechtsnachfolger der Grafen von Sponheim mit ½ Hof zu Sulzen belehnt.
1737/38 wurde der vordersponheimische Hof Sulzen bei Kreuznach vorübergehend an den kurpfälzischen Konferenzminister Jakob Tillmann von Hallberg verkauft. Um die solehaltigen Quellen zu nutzen, erwarb eine neugegründete „SalinenSozietät“ nach vertraglichen Absprachen mit den Kurfürsten Karl III. Philipp und Karl Theodor von der Pfalz 1743 den gesamten „Sälzerhof oberhalb Kreuznach“, zu dem auch Hofhaus, Scheuer, Stallung und ein Baumgarten gehörten, für 10.000 Gulden. Die Freifrau von Leyen bekam noch eine Gratifikation (ein „douceur“) von hundert Spezies-Dukaten von der Sozietät. Ihr Sohn Franz Eberhard Christoph von Ebersberg genannt von Weyhers-Layen (* 1721; † nach 1764) wurde ungeachtet des Verkaufs 1764 von Kurfürst Karl Theodor von der Pfalz mit ½ Hof zu Sulzen belehnt.
Von dem burgartig befestigten Hof des 14. Jahrhunderts sind ein Mauerzug mit Wehrgang auf der Nordseite und anschließendem schlankem Treppenturm mit Zinnenkranz sowie ein vermauertes rundbogiges Tor erhalten.

### Arbeitersiedlung am Sulzer Hof
Unmittelbar westlich der Ruine des Sulzer Hofs wurde zwischen 1892 und 1895 nach einer Planung des Großherzoglichen Kreisbauamtes in Bingen eine kleine Siedlung mit Arbeiterhäusern, Scheunen, Back- und Waschhaus der Großherzoglich Hessischen Saline Theodorshalle errichtet. Architekt war wahrscheinlich der Kreis-Hochbauaufseher Ferdinand Illert (1830–1901). Erhalten ist ein zweigeschossiges Backsteinhaus mit Arbeiterwohnungen von 1892 im Burgweg 2 (Sulzer Hof 2). Das Gelände mit dem historischen Sulzer Hof wurde Anfang 2016 an die Gemeinnützige Wohnungsbaugesellschaft mbH
(GEWOBAU) der Stadt Bad Kreuznach verkauft.